# Traktaträtt
Traktaträtten är den juridiska läran om traktat och konventioner, det vill säga mellanstatliga avtal. 
Enligt Wienkonventionen om traktaträtten, I art. 2, är en traktat "en internationell överenskommelse mellan stater i skriftlig form och underkastad internationell rätt, oavsett om den intagits i ett enda instrument eller i två eller flera sammanhörande instrument och oavsett dess särskilda beteckning".
Avtalen kan kallas traktater, konventioner, stadgar, överenskommelser eller protokoll. De är endast juridiskt bindande när de ratificerats (slutligen undertecknats) av de stater som är parter i traktaten. Traktaträtten grundas på att dessa överenskommelser är bindande i enlighet med rättssatsen pacta sunt servanda, vilket betyder att avtal ska hållas.